# Johannes Gährs
Johannes Gährs (* 31. Dezember 1874 in Ostmoorende, Kreis Jork, Provinz Hannover; † 18. Mai 1956 in Hamburg; vollständiger Name: Johannes Dietrich Gährs oder Johannes Diedrich Gährs) war ein deutscher Wasserbauingenieur und Baubeamter, der als Ministerialdirektor im Reichsverkehrsministerium und als Präsident der Preußischen Akademie des Bauwesens Bedeutung erlangte.

## Leben
Als Sohn des Reeders und Kapitäns Johann Hinrich Gährs und dessen Ehefrau Katharina Stür Stürholdt besuchte er das Realgymnasium in Harburg und begann ein Studium im Fach Bauwesen an der Technischen Hochschule (Berlin-)Charlottenburg und schlug eine Beamtenlaufbahn im preußischen Staatsdienst ein. Seit 1895 gehörte er der Burschenschaft Cimbria Berlin an. Von 1899 bis 1900 leistete er seinen Militärdienst als Einjährig-Freiwilliger beim Eisenbahnregiment Nr. 1 ab.
Als Regierungsbauführer (Referendar) wurde er von 1900 bis 1903 in Harburg, Swinemünde und Stettin eingesetzt. Nach dem 1904 bestandenen 2. Staatsexamen wurde er zum Regierungsbaumeister (Assessor) ernannt. Seine erste Tätigkeit betraf in den Jahren von 1904 bis 1907 Baumaßnahmen für die Regulierung der unteren Oder. Im Jahre 1905 heiratete er Meta Winter, Tochter des Zuckerfabrik-Direktors Nicolaus Garleff Winter und dessen Ehefrau Metta Winter geb. Lohmann.
Von 1907 bis 1911 arbeitete Gährs in Kiel an der Erweiterung des Kaiser-Wilhelm-Kanals, wobei die neuen Schleusen zur Ostsee gebaut wurden. Zum Bauamtsvorstand wurde er 1911 ernannt, womit er in Rendsburg von 1912 bis 1913 für die weiteren Arbeiten zur Vergrößerung des Kaiser-Wilhelm-Kanals zuständig war.
Im Jahr 1914 arbeitete er in Celle als Bauamtsvorstand an der Kanalisierung der Aller. Am Ersten Weltkrieg nahm er von 1914 bis 1918 zunächst als Hauptmann teil und wurde als Major der Reserve entlassen. Von 1918 bis 1921 leitete er das staatliche Wasserbauamt in Emden. 1921 wurde er als Ministerialrat an das preußische Handelsministerium versetzt.
Ab Januar 1924 bekleidete er die Stelle eines Ministerialdirektors im Reichsverkehrsministerium, wo er als Leiter der wasserbautechnischen und maschinenbautechnischen Abteilung wirkte. Seit 1924 war er Mitglied der Preußischen Akademie des Bauwesens, zu deren Präsidenten er 1929 gewählt würde. 1928 verlieh ihm die Technische Hochschule Hannover die Ehrendoktorwürde (als Dr.-Ing. E. h.).
Er wirkte auch im Aufsichtsrat der Rhein-Main-Donau AG und im Vorstand des Weser-Ems-Beirats mit. Eine weitere Aufgabe übernahm er als Leiter der deutschen Delegation im Verband der Internationalen Schifffahrtskongresse.
1943 ging er in den Ruhestand. 1954 wurde er mit dem Großen Bundesverdienstkreuz ausgezeichnet. Gährs starb 1956 und wurde auf dem Friedhof Estebrügge in Jork begraben.
In den 1970er Jahren gab es einen Saugbagger mit dem Namen „Johannes Gährs“, der auf der Unterelbe die Fahrtrinne aushob und an die Arbeiten des Bauingenieurs erinnerte.